# Rototom Sunsplash
Il Rototom Sunsplash è un festival reggae, fondato nel 1994 a Gaio di Spilimbergo, un piccolo paese della provincia di Pordenone, in Friuli-Venezia Giulia, che dal 2010 si celebra nella località spagnola di Benicasim, nella Provincia di Castellón.
È considerato il festival più importante del suo genere in Europa e nel 2010 ricevette il riconoscimento e il patrocinio della UNESCO come Evento Esemplare per il proprio lavoro di promozione della Cultura di Pace e della Non Violenza (ONU - UNESCO del 2001 a 2010), come attività connessa a Cultura Sin Fronteras, CSF, e del Seminario Interdisciplinare Mondiale permanente de “La Cultura di Pace e della Non Violenza” delle Nazioni Unite (UNESCO-IPT-UCM).

## Le origini. L’associazione Rototom e la discoteca di Gaio e Zoppola. 1991-1999
Il 13 dicembre del 1991, a Gaio di Spilimbergo in provincia di Pordenone, nasce l’Associazione Culturale Rototom e, al suo fianco, si crea l’omonima discoteca dove si gestiscono tutte le attività. Uno spazio di musica alternativa, un autentico laboratorio sonoro e luogo di passaggio dei massimi esponenti della scena mondiale: dal punk al rock, al reggae, all’indie e all’elettronica. Una fusione che spiega lo strumento che dà il nome all’associazione: rototom, cioè un tom che gira creando suoni diversi, come le atmosfere che emergevano in questo locale. Con il suo trasferimento nel 1997 a quella che sarà la sua seconda sede, a Zoppola, il Rototom Club distribuisce tutti questi generi musicali in tre sale diverse ma connesse tra loro per creare una “città della musica”. Una dedicata al rock, al pop e al rap; una dedicata al reggae e all’afro, dove già si ballavano i suoni tipici del Sunsplash, e una terza sala dedicata all’elettronica. Durante i suoi nove anni di attività, per il Rototom passarono i Wailers (15 luglio 1992), Ramones (1993), Massive Attack (1998), Bad Religion, NOFX, Suede, e Soul Fly; leggende come l’inventore dell’afro beat Fela Kuti e giganti del reggae come Burning Spear, Steel Pulse, Black Uhuru, Inner Circle, U-Roy, Yellowman, Itals, Meditations, Junior Reid, Linton Kwesi Johnson, Misty in Roots, Gladiators, Pablo Moses, Shaggy, Buju Banton e tantissimi altri.
L’Associazione Rototom si caratterizzò per passare dalle parole ai fatti nel contesto repressivo che a livello culturale soffriva la regione del Friuli Venezia Giulia, dove era stata smantellata la rete musicale di cultura rivolta soprattutto alle giovani generazioni. Il collettivo riequilibrò questa soppressione di cultura organizzando centinaia di concerti, occupando una fabbrica abbandonata per creare un centro di esposizioni, musica, dibattiti e cinema (Cerit), organizzando manifestazioni per la pace, feste in difesa dei diritti LGBT e creando il festival reggae più grande d’Europa, il Rototom Sunsplash.

## 1994-1998. Nasce il Rototom Sunsplash. Le prime quattro edizioni
Il festival Rototom Sunsplash nasce come un progetto auto finanziato – formula che mantiene tuttora – a Gaio di Spilimbergo, nella discoteca Rototom, nel 1994. Lo fa come Primo Incontro Nazionale del Reggae, attestato dal nome Rototom e dal “cognome” che lo accompagna tuttora: Sunsplash, a riferimento di quello che era stato il festival reggae più grande del mondo, organizzato in Giamaica e che terminò di celebrarsi nel 1998.
Durò un fine settimana (2 e 3 luglio del 1994), senza pause, con un programma artigianale e modesto, che comprendeva 14 gruppi (Africa Unite, Almamegretta e Buju Banton, tra gli altri) e concerti a cavallo tra il palco installato all’interno della discoteca e un altro esterno, nel cortile, dove era situato un camping gratuito. Agli show si aggiungevano conferenze durante il giorno riguardanti il mercato del reggae, delineando quel profilo prettamente tecnico con il quale nacque la manifestazione. La prima edizione ospitò mille persone, per la maggior parte artisti e produttori. Nel 1994 nacque Radio Rototom e da quel momento inizia a configurarsi una struttura di mezzi di comunicazione propria, che ha accompagnato il festival durante tutta la sua storia, diffondendo la sua musica e la sua atmosfera fuori dall’area dei propri concerti.
Il secondo anno del festival accolse 3.000 partecipanti in due giorni e nella terza e quarta edizione (1996 e 1997) le cifre continuarono ad aumentare: 6.000 e 8.000 persone, rispettivamente. Il Rototom Sunsplash iniziò così a consolidarsi. Dall’essere un piccolo luogo di incontro reggae unico nel suo genere in Italia, al diventare un evento imprescindibile per chi fa di questa musica il suo stile di vita. Il festival mantenne la stessa struttura fino al suo cambio di sede del 1998 a Lignano, dovuta alla crescita esponenziale del proprio pubblico.

## 1998-1999. Lignano. Lo spumeggiante Camping Girasole
La seconda fase del Rototom Sunsplash ha un nome proprio: il Camping Girasole. Estate 1998. Di fronte all’impossibilità di rispettare la capienza, il festival si trasferisce ad Aprilia Marittima (Latisana), vicino a Lignano, città balneare vicino alla turistica Venezia.
Il Sunsplash si presenta già con una struttura che evoca quella attuale: qui si sviluppa un'autentica città del reggae con tre palchi e aree culturali complementari, capaci di ospitare migliaia di persone: in questa nuova sede gli 8.000 partecipanti dell’ultimo anno a Gaio si trasformano in 20.000. Il festival passa da tre a quattro giorni con più pause durante i concerti, nelle quali si sviluppano altre attività. A Lignano il Rototom Sunsplash si trasforma in un fenomeno di massa, un luogo di attrazione per chi, oltre alla musica e all’assistere dal vivo al concerto di un determinato artista, sposava la filosofia intrinseca del reggae: pace, amore e rispetto. 
Il rapido successo che raggiunge il festival è descritto da vari aneddoti, come il fatto che alla sua inaugurazione a Lignano, i posti di ristorazione furono completamente esauriti il primo dei quattro giorni dell’evento. O che la birra, dal misurarsi in barili, come a Gaio, fu misurata in cisterne. In questa crescita esponenziale del festival nasce anche la prima trasmissione internazionale dei concerti via streaming (1999, attraverso Arcoiris TV), l’avvio del Reggae Train, con partenza da Roma e fermate a Firenze, Bologna, Padova e Venezia, e un servizio gratuito di autobus 24 ore su 24 da Lignano e un altro di animazione dedicato al pubblico infantile.
Qui si organizza anche l’Italian Reggae Award. Il regista del Reggae Sunsplash giamaicano, Mr. Rae Barret, fu invitato per eleggere dal vivo, tra i migliori gruppi italiani, il gruppo che per la prima volta avrebbe rappresentato l’Italia nel festival in Giamaica. A vincere furono i Reggae National Tickets e questo coincise con l’esplosione della carriera musicale nell’isola caraibica del loro cantante, Alborosie, la cui storia è legata al Rototom Sunsplash fin dalle sue origini.

## 2000-2009. Osoppo. Il salto europeo
Nell’estate 2000 il Rototom Sunsplash cambia nuovamente scenario e si trasferisce a Osoppo (Udine). Se Lignano sottolineò la sua professionalizzazione e consolidamento come evento culturale e musicale di riferimento in Italia, Osoppo è decisivo per passare da incontro nazionale a festival europeo. La sua prossimità con Austria, Slovenia e Germania, estese i confini del festival ed equilibrò l’handicap di isolamento geografico di Osoppo, questa piccola località di 3.000 abitanti.
Con i circa 250.000 metri quadrati del Parco del Rivellino di Osoppo il festival raggiunse le dimensioni che lo hanno accompagnato fino ad oggi. Diventa una meta vacanziera, passando da quattro a otto giorni (e successivamente a nove e dieci giorni) con una differenza evidente tra il festival con attività diurne - i concerti si spalmano lungo la giornata - e notturne, con un protagonismo musicale assoluto.
Da sottolineare c’è anche l’importanza della zona camping, situata in pieno parco naturale ai piedi delle Alpi, che favorisce momenti di incontro e socializzazione tra le migliaia di partecipanti provenienti da tutto il mondo - 150.000 persone di media nelle sue dieci edizioni consecutive a Osoppo - e aiuta a forgiare il sentimento di appartenenza alla famiglia del Rototom, creando l’atmosfera di pacifismo, tolleranza e interculturalità che definiscono la manifestazione. Aumentano le aree musicali (Showcase, Dub Room) e il programma continua a incorporare i giganti della scena reggae, con eventi esclusivi in Europa, e promesse del genere giamaicano.
Tuttavia, prendono forma anche le aree extra musicali, avvantaggiate dall’ampiezza dello spazio: il Social Forum, dedicato a conferenze e dibattiti con sociologi, politici, religiosi e intellettuali; l’African Village e Vivere l’energia - oggi Pachamama - con sessioni di capoeira, corsi di percussioni e danza africana; spazi dedicati alla meditazione o seminari dedicati alla medicina naturale e alla filosofia rasta; o zone con laboratori creativi per bambini. Si organizza anche la Reggae University, dedicata allo scambio di esperienze tra gli artisti e il pubblico.
Osoppo porta con sé anche un cambio nella struttura organizzativa, con gruppi di lavoro più specializzati - si crea il Media Office - che includono collaboratori europei e un’indiscutibile proiezione internazionale legata all’aumento del pubblico straniero. Il web si traduce in sette lingue (inglese, italiano, francese, spagnolo, portoghese, sloveno e tedesco) e si organizzano viaggi in bus da diversi paesi.
La promozione della cultura reggae si conferma con iniziative come il Reggae Contest Europeo volto a raccogliere il talento delle band emergenti (2002-2015).
Il sistema di autogestione del progetto Rototom Sunsplash - basato unicamente sulla vendita dei biglietti come sostentamento economico senza l’aiuto di sponsor - ottiene i suoi successi in questa fase. Nel 2003, un decennio dopo il suo avvio, il festival azzera i suoi debiti. Lo stesso anno viene tuttora ricordato anche come quello in cui si visse uno dei concerti più impressionanti nella storia del Rototom, quello di Burning Spear, per il suo ipnotismo e la sua intensità.

## Il trasferimento in Spagna
Nel corso del 2009 l'apertura di un'indagine a carico degli organizzatori per violazione della legge Fini - Giovanardi cambia le prospettive del festival. Tale legge, da poco entrata in vigore, prevedeva fino a dieci anni di carcere nel caso di tolleranza sull’uso di droghe, come la cannabis, in locali pubblici. 
Il 2 novembre 2009, con un’affollatissima conferenza stampa tenutasi a Udine, gli organizzatori annunciano che il festival lascerà il Friuli Venezia Giulia. Il portavoce dell’Associazione Culturale Rototom spiega la necessità del trasferimento non come una libera scelta, ma quale conseguenza della “campagna di abuso e demolizione” contro il festival con “misure che rendono impossibile rimanere a Osoppo”. 
Il 3 agosto del 2011 viene arrestato il luogotenente dei Carabinieri Demetrio Condello, vicecomandante della compagnia dei Carabinieri di Tolmezzo (avente giurisdizione per l'area del festival) con l'accusa di detenzione illegale, traffico di droga e corruzione. Nel 2013 Condello viene condannato a quattro anni di carcere e al pagamento di una multa di 18.000 euro.
Il 12 febbraio del 2014 le norme cardine del procedimento giudiziario, facenti parte la legge Fini - Giovanardi, vengono dichiarate incostituzionali.
Il 13 maggio del 2015 il processo a carico degli organizzatori del Rototom si conclude con la piena assoluzione di tutte le accuse contro il direttore del festival, Filippo Giunta. “È stato un giudizio ideologico e una battaglia di libertà”, ha espresso Giunta, ricordando come “a differenza di ciò che normalmente accade in Italia, abbiamo accelerato la conclusione del caso, riducendo considerevolmente il numero dei testimoni della difesa per ottenere quanto prima una sentenza ed evitare che il caso terminasse prescritto”. “Desideriamo che non esista la minima ombra di dubbio sul fatto che l’organizzazione di un festival di musica reggae è, prima di tutto, una manifestazione culturale che non ha niente a che fare con il delitto di promozione del consumo di droghe, come invece siamo stati accusati”, ha sottolineato il direttore del Rototom Sunsplash.

## 2010-oggi. Benicàssim. Il presente e il futuro
Il 12 luglio del 2009 termina l’ultima edizione a Osoppo e il 24 dello stesso mese una spedizione italiana “a cinque” parte per la Spagna. Dopo sette mesi di ricerca e un lungo viaggio passando per Barcellona, Madrid, Salamanca, fino a Galizia e ai Paesi Baschi, a febbraio 2010 si raggiunge un accordo con il Comune di Benicàssim. L’estesa zona di accampamento annessa all’area dei concerti di Benicàssim toglie gli ultimi dubbi. La località casteglionese celebra in quell’estate il primo Rototom spagnolo. Il diciassettesimo della sua storia. E continua a farlo tuttora.
Benicàssim rappresenta anche il consolidamento della macro struttura formata in Italia, che continua a crescere: come numero di palchi e di aree extra musicali come il Rototom Circus, in uno spazio di 500.000 metri quadrati che raddoppia la città del reggae creata a Osoppo.
Anche il pubblico aumenta, raggiungendo una media di 230.000 persone a edizione, nelle quali emerge anno dopo anno la presenza di pubblico infantile e familiare.
Tutto ciò coincide con il salto da un profilo europeo a uno globale. La Spagna apre al Rototom Sunsplash le porte del Sud America e lo rende ancor più internazionale. A dimostrarlo è la celebrazione dal 2011 al 2015 del Reggae Contest Latino e l’avvio di tour mondiali di presentazione del festival.
Benicàssim aggiunge alle offerte del festival la spiaggia, che rafforza il suo formato come meta turistica nella settimana di celebrazione del festival. E, sempre pensando agli aneddoti, Benicàssim estingue le preoccupazioni meteorologiche proprie del clima prealpino di Osoppo e più che abituali - come vento e piogge torrenziali - nell’intorno friulano.
La nuova e attuale sede del festival ha mantenuto i principi e i valori che guidavano l’azione del Rototom Sunsplash, come simbolo di difesa della pace, dell’ambiente, dei diritti umani e dello sviluppo sostenibile. Il motto legato al macro evento, “Un altro mondo è possibile”, continua a vivere a Benicàssim. Così come la comunità nata attorno al reggae e al festival stesso.

## Artisti che hanno suonato nel festival
Giamaica: Abijah | Abyssinians | Acadco - Caribbean United Force | Aluta Continua | Andrew Tosh | Anthony B | Anthony Cruz | Bass Odyssey | Beenieman | Beres Hammond | Black Uhuru | Buju Banton | Burning Spear | Burro Banton | Candy Man | Capleton | Ce'cile | Chuck Fenda | Congos | Culture | Dean Frazer | Dennis Alcapone | Dub Syndicate | Everton Blender | Eek-A-Mouse | Fantan Mojah | Fire Star | Frankie Paul | Freddy Krueger | Freddie Mcgregor | General Degree | The Gladiators| Gregory Isaacs | Half Pint | Harmony | Horace Andy | I-Jahman Levy | I Wayne | I Will | Israel Vibration | Jah Mali | Jah Mason | Jamaica All Stars | Jimmy Cliff | Judy Mowatt | Junior Kelly | Junior Reid | Ken Boothe | Kirk Davis | L.M.S. | Lady Saw | Laurel Aitken | Lee Perry | Lloyd Parks & We The People Band | Luciano | Max Romeo| Marcia Griffiths | Michael Rose | Military Man | Mikey General | Morgan Heritage | Mystic Revelation Of Rastafari | Mutabaruka | Natty King | Perfect | Prezident Brown | Prince Alla | Prince Malachi | Raymond Wright | Richie Feelings | Rita Marley | The Roots Radics | Sánchez | Shaggy | Silver Cat | Sizzla | Sixth Revelation | Skatalites | Sly&Robbie | Snagga Puss | Spectacular | Stone Love | Sugar Minott | Sylford Walker | T.O.K. | Tanya Stephens | Third World | Tony Rebel | Toots & The Maytals | Turbulence | U Roy | Yellowman | Wailers | Warrior King | Wayne Wonder | Ziggy Marley & The Melody Makers | Damian Marley
Europa: Rebel Roots | Abashanti-I | Ackee Warriors | Adrian Sherwood | Alamedadosoulna | Alton Ellis | Amsterdam Street Knowledge | Apache Indian | Asher | Asian Dub Foundation | Aswad | Babasound | Bazooka Hi Powa | Ben Jammin' | Big Badda Boom | Bitty Mclean | Blood & Fire | Bluekilla | Brain Holidays | Budadub | Cali P | Caribace | Charly B (Charly B on English wiki) | Cultha Candela | D.Bo General | Collie Buddz | Daddy G (Massive Attack) | David Rodigan | Dennis Bovell Band | Disciples | Djama | Don Abi | Dubtv | Dubios Neighbourhood | Dubioza Collective | Earl 16 | El Condorsito | Elijah | Elvis Jackson | Famara | Fatman Hi Fi | Foutamilia | G-Force | Gentleman | Grandmo'flash & Beatpete | Guiding Star | Headcornerstone | Herbalist | House Of Riddim | I-Shen Rockers | Iration Steppas | Irie Crew | Irie Maffia | Iriepathie | Jah Meek | Jah Shaka | Jah Sound | Jahcoustix | Jamaram | Junior Sound | Kangaroots | Kenny Knots | Kill Dem Crew | King Tubby's | Kings Hi-Fi | La Familia Torelli | Lb27 | Levy Roots | Linton Kwesi Johnson | Mad Professor | Mafia&Fluxi | Manos & Mystic Groove Band | Marlene Johnson | Martin Zobel & Sunrise | Metisse | Mighty Vibez | Mika | Milkman | Ministry Of Harmony | Mistah Bomsh | Misty In Roots | Mono & Nikitaman | Moonraisers | Natty Dread | Nice Time International | Nyabinghi Sound | Nolan Irie | Nucleus Roots | Panache Culture | Patrice | Pow Pow Movement | Promised Band | Rasites | Raggamafia | Ras Charmer | Revolutionary Dub Warriors | Riddim Colony | Riddim&Rude Crew | Robotiks | Rockers Roots | Roots Generator | Rootsman | Saxon | Scrucialists | Seeed | The Selecters | Sentinel | Silly Walks Movement | Silverstar | Sista | Sister Aisha | Sister Audrey | Siti Hlapci | Small Axe | Soothsayers | Soul Stereo | Soundquake | Soundsgood | Starkey Banton | Steel Pulse | Sugar Dread | Sunrise Tribe | Sunny Orchestra | Supersonic | Thai Stylee | Tippa Irie | Trojan Sound System | Tu Sheng Peng | Twinkle Brothers | Winchester | Winston Francis | Yohto | Yt | Ziggi | Zion Train | Zoe | Zonasun | Morodo | Dub Incorporation
Resto del mondo: Africa M'balax | African Dope | Alerta | Alpha Blondy | Big Mountain | Bunji Garlin | Daddy Showkay | Delfines de Etiopía | Djambi | Djamo Djamo | Freedom Fighters | Gilberto Gil | Groundation | Habib Koité | Issa Bagayogo | Katchafire | King Addies | Kisito | Lp International | Les Tambours De Brazza | Lucky Dube | Manu Dibango | Maxi Priest | Misaal | Mory Kante | Nazarens | Olodum | Ras Dumisani | Ras Kimono | Rayvon | Seyni & Yeliba | Tam Tam Sene | Terra Samba | Tiken Jah Fakoly | Tokyo Ska Paradise | Toure Kunda | Tribo De Jah | Youssou N'dour | Royal Rudes | Cultura Profética | Gondwana | Nou Vin Lakay | La Renken | Kitra
Italia: Alborosie | 99 Posse | Africa Unite | Agatha Crew | Alessio Bertallot | Ali' Baba E I 40 Ladroni | Almamegretta | Alpha | Anti Coi Guanti | Arpioni | B.R Stylers | Bandaloska | Bashfire | Bass Fi Mass | Bisca | Black Generation | Blackheart | Bloomy Roots | Bluebeaters | Blue Radics | Bomba Bomba | Boo Boo Vibration | Brusco | Capitan Albi | Captain Midnight | Chop Chop Band | Ciakaba | Conscious Sound | Cookoomackastick | Cool Runnings | Dym | Dan-I | Diego Dj | Dj Brando | Dj Tubet | Domino Crew | Dotvibes | Dowtown Rebels | Downtown Rockers | Dr . Boost | Dread Inna Babylon | Dread Movement | Duboom | Eazy Skankers | Fahrenheit 451 | Faraway Babylon | Fidoguido | Fightin' Sisters | Frank Pinazza | Folpower | Frank Raya | Franziska | Ganja Cookies | Ganjamamma | Garbagnate Rockers | Garden House | Gaudi | Giallo & The Kingston Corner | Gioman & Killacat | Giuan Shaddai | Godzilla | Golden Bass | Gramigna | Gusma-T | Henry The Combatant | High Grade | Ras Hobo | I-Shence | I-Tal Sound | I&I Soundsystem | Ideafix | Il Generale | Jah Love | Jah Vibra | Jahng | Jahkalone | Jahmento | Kaliweed Sound | Kebana | Kalafro | Kaly Bandulu | Khora N'papacalura | King Adelio | King David Sound | Kingalova | Kito Roots | Krikka Reggae | La Bria | La Broster | La Vigna | Lady Poikila | Les Totems Zion Beat | Likemba | Lion D | Living In The Ghetto | Lu Marra | Mad Kid & Moddi Mc | Mama Roots | Mándala | Marina+Papaleu+Ranking Lele | Micky Souljahr | Mighty Cez | Mixtury | Moanbessa | Monza Ina de Yard | Mr. Robinson | Mr.Steady Dudes | Nico Royale | Northern Light | One Drop Band | One Love Hi Powa | Orange Dub | Pier Tosi | Pitura Freska | Papa Sunstyle | Patchanka Soledada | Poldo | Positive Men | Radici Nel Cemento | Radio Rebelde | Raíz | Ras Tewelde | Rasta Family | Rastamax | Realize | Red Stripes | Reggae Ambassadors | Reggae Girls | Reggae National Tickets | Reggae Revolution | Reggaedelica | Rising Band | Rising Family | River Nile | Robby Dread & Good Foundation | Roby Dread - Ritmo Irie | Roof Ambassadors | Roots In The Sky | Roots Inna Mix | Ruff Selector | Salento Showcase | Sattamassagana | Scamnum | Shanty Band | She Gang | Shotta P | Skankin'time | Sir Oliver Skardy | Smoke | So Vibes | Soul Earthquake | Soul Rebels | Spasulat | Steela | Sud Sound System | Suoni Mudu | Tarantola Crew | Taxi 109 | Tequila Sunrise | Teho Teardo | Thomas Skarini | Tony Moretto | Torpedo | Train To Roots | Trait D'union | Tribu' | Tribù Acústica | Unidos Do Berimbau | Valerio Roots In Fm | Vicolo D | Villa Ada Posse | Vitowar | Vox Populi | Wadada Sound] | We & Them | Wogiagia | Xango' | YagaYaga Sound System | Zakalicius | Mellow Mood
Porto Rico: Calle 13 |

## Galleria d'immagini

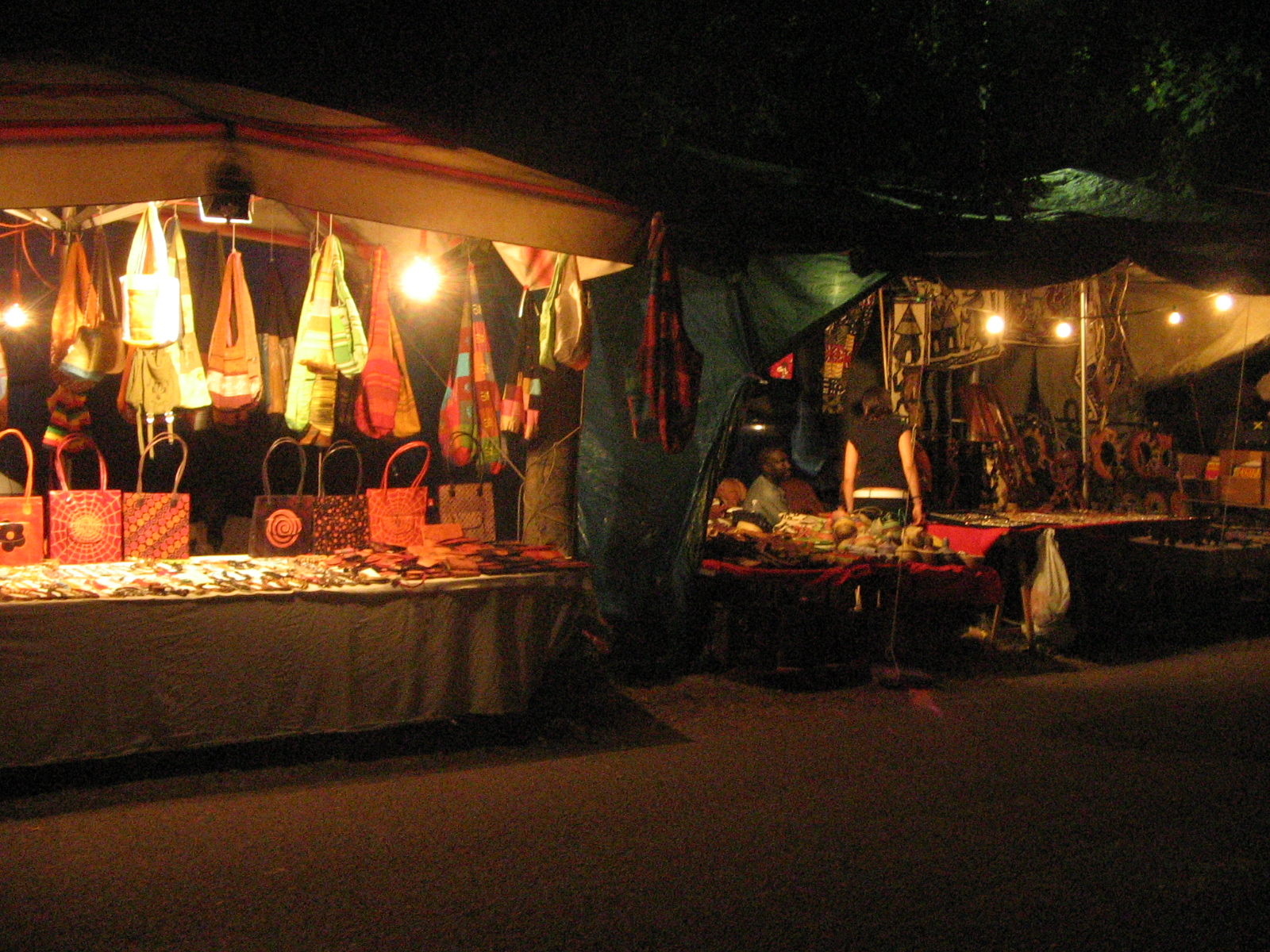
Alcune bancarelle la sera
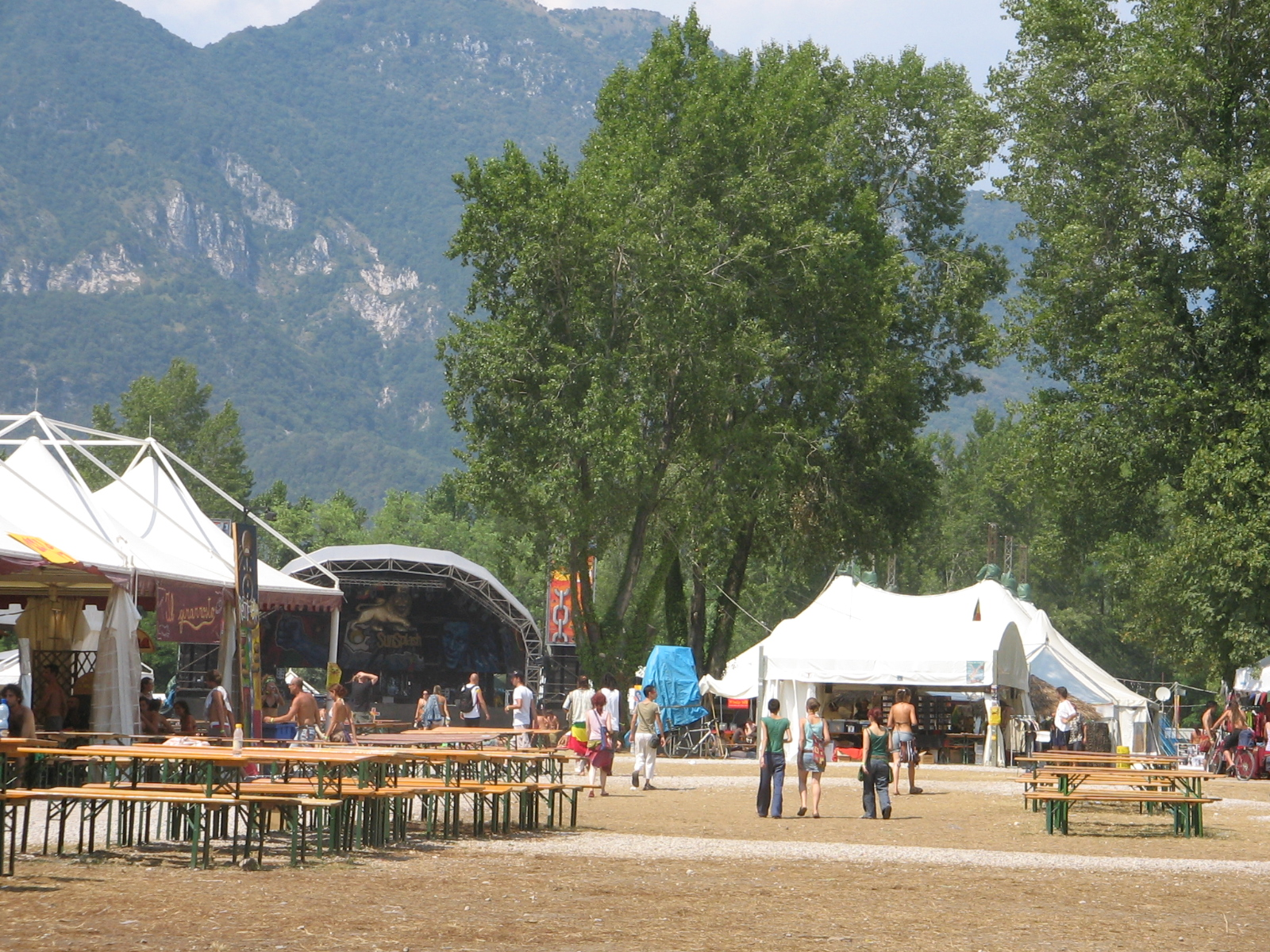
Una vista parziale dell'area concerti
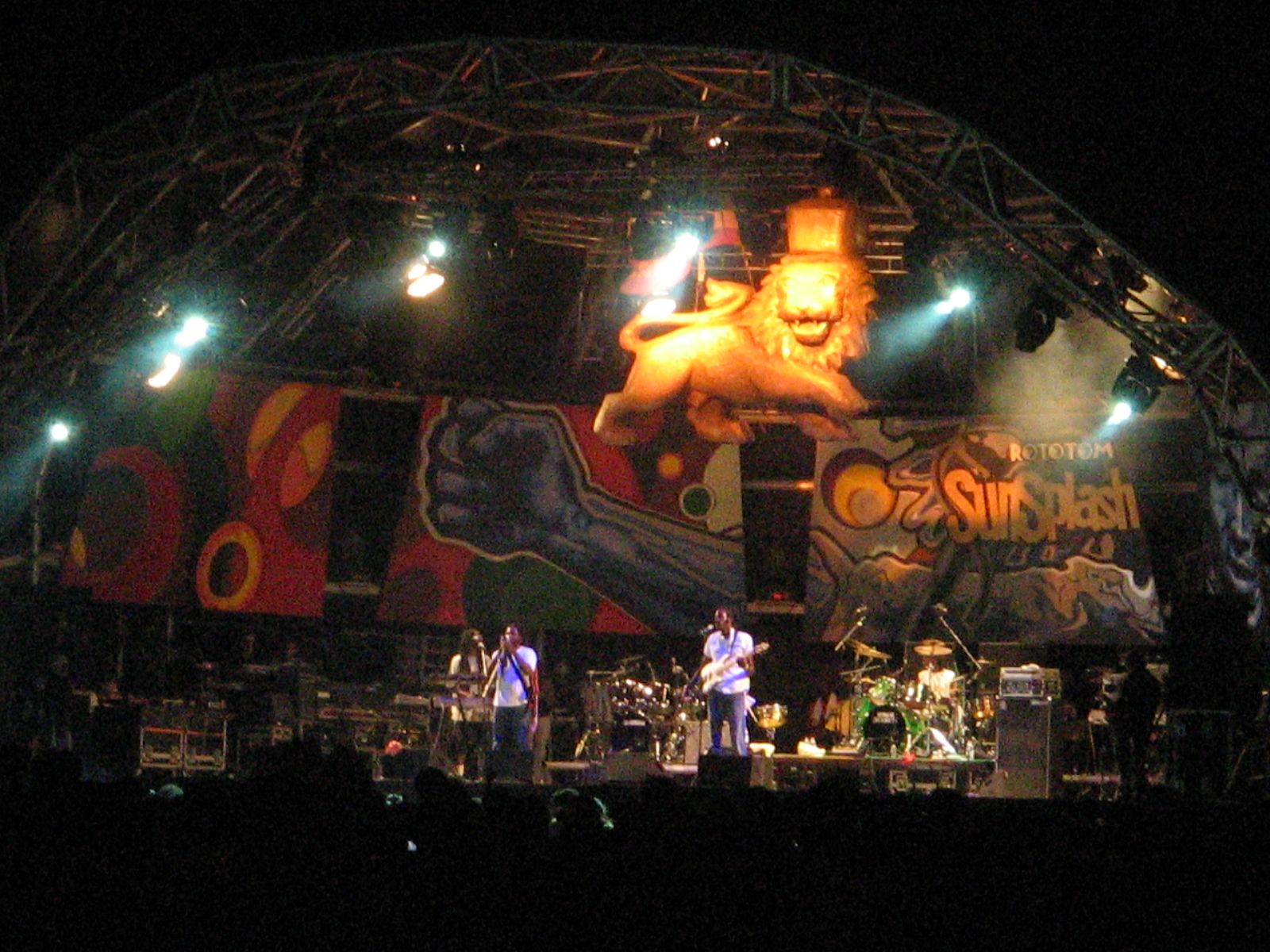
Il palco alla notte: si esibiscono i Ras Ites